# Розумовська Юлія Миколаївна
Ю́лія Микола́ївна Розумо́вська (1910—1988) — українська драматична акторка, хореографка, режисерка. Відома роботою в Одеському українському музично-драматичному театрі. Заслужена артистка УРСР.

## Життєпис
За інформацією Леся Танюка, походила з «чернігівських Розумовських».
Театральну діяльність почала в Київському театрі імені Гната Михайличенка. 1925 р. в Одесі було засновано міський професійний український театр (художній керівник М. Терещенко), куди серед інших було запрошено «молодняк» театру Михайличенка, серед яких була і юна Юлія Розумовська.
Становлення Юлії Розумовської як професійної акторки відбулось в Одеській держдрамі, де вона пройшла навчання в студії, створеній 1926 року. В той же час серед інших акторів вона виділялась хореографічними здібностями. Щоб відмовитись від запрошення балетмейстерів-гастролерів, керівник театру Василь Василько запропонував їй пройти стажування у Харкові у К. М. Вислоцької, після чого Розумовська опанувала професію хореографки й протягом багатьох років була постановницею танців у всіх виставах Василя Василька.
Першим її чоловіком був режисер Д. Лазуренко.
Справжнє кохання знайшла з театральним режисером Василем Васильком, з яким плідно співпрацювала на творчій ниві.
1926—1928, 1939—1941, 1948—1956 — акторка, хореографка, режисерка-асистентка Одеської держдрами. 1928 року Ю. Розумовська разом із групою акторів на чолі з режисером В. Васильком переїхала з Одеси до Харкова.
1928—1933 — працює в Харківському червонозаводському театрі. Згодом Розумовська з іншими червонозаводцями опинилась на Донбасі, де її чоловік формував нову театральну трупу.
1933—1938 — в Донецькому українському музично-драматичному театрі.
1941 року війна застала її чоловіка у Львові, куди він переїхав для допомоги утвореному там Театру імені Лесі Українки. Коли він повернувся до Києва, до нього приєднались Юлія з матір'ю і разом вони у вересні 1941 перебрались до Харкова, де він отримав роботу режисера Харківського театру імені Т. Г. Шевченка з Мар'яном Крушельницьким на чолі.
Але війна просувалася на схід, і родину Васильків разом із театром евакуювали спершу до Семипалатинська (23 вересня), а згодом (4 грудня) до Кизил-Кія на околиці Киргизстану. Театр імені Т. Г. Шевченка, базуючись там, гастролював, зокрема в Нижньому Тагілі, Кува-Сайя, Уч-Кургані Джалал-Абадської області Киргизії.
Після війни Юлія Розумовська повернулася з чоловіком спочатку до Харкова, проте з 1943 і до 1948 року працювала з ним на Буковині, була акторкою і хореографкою Чернівецького муздрамтеатру імені О. Кобилянської.
1948 — знову в Одесі. Жили там в будинку на вул. Софіївській, 10.
Чоловік помер 1972 року. Похований на 2-му Християнському кладовищі. Розумовська сама придумала пам'ятник на його могилі й, не чекаючи допомоги від влади, на свій кошт його встановила: напис «Від дружини», театральні маски, які плачуть. Через роки похована поруч з чоловіком.

## Ролі
- Мотря, Евжені («Шельменко-денщик»)
- Прісенька («Шельменко — волосний писар»)
- Маргарита Іванівна («Аристократи» М. Погодіна, 1935)
- Майка («Платон Кречет», 1935)
- Форд («Віндзорські насмішниці», 1947, Чернівці)
- Анна («Земля» за О. Кобилянською, 1947, Чернівці)
- Катерина («Катерина» М. Аркаса)
- Людмила («Васса Желєзнова» М. Горького)[5]
- Юлія Булатович («Світіть нам, зорі» І. Микитенка)
- Луїза («Підступність і кохання» Ф. Шіллера, 1941)

## Ролі в кіно
- Роль другого плану в фільмі «Очі, які бачили» — про життя єврейського містечка в роки першої світової війни.